# 김훈 (1909년)
김훈(1909년 9월 18일~1986년 4월 22일)은 대한민국의 정치인이다. 제4·5대 국회의원을 지냈으며 제3·20대 상공부 장관을 지냈다.

## 역대 선거 결과
|  | 46.53% |

|  | 64.93% |

|  | 50.37% |

|  | 25.99% |

|  | 6.15% |

|  | 2.46% |